# マッチレス・アンプ
マッチレス (Matchless)(正式名にアンプは付かない) は、アメリカ合衆国のエレクトリックギター、ベース用アンプ及びその関連商品メーカー。1989年マーク・サンプソンにより創業。1996年に一時倒産。2001年に復活するものの創業者でありチーフエンジニアであるマーク・サンプソンが去ってしまっている。

## 主な製品
- DC-30

- Clubman '35
- Spitfire
- Lightning
- Chieftain

## マッチレスの著名なユーザー
- INORAN
- KOHKI（BRAHMAN）
- 山口一郎（サカナクション）
- TAKUYA
- 布袋寅泰
- 橋本絵莉子（チャットモンチー）
- Char
- 中川敬（ソウル・フラワー・ユニオン）
- 岸田繁（くるり）
- 真戸原直人（アンダーグラフ）
- 阿佐亮介（アンダーグラフ）
- 藤原基央(BUMP OF CHICKEN)
- YUI
- 新屋行裕（かりゆし58）
- 志村正彦（フジファブリック）
- 松本タカヒロ（The Turtles）
- 浅田信一
- 細美武士（ELLEGARDEN/the HIATUS）
- 藤巻亮太（レミオロメン）
- SUGIZO (1997年～2003)
- 参考文献デイヴ・ハンター『真空管ギター・アンプ実用バイブル　ベスト・サウンドを手に入れるために　歴史と仕組み、選び方と作り方』（DU BOOKS、2014年）ISBN 978-4-925064-73-6
- wowaka(ヒトリエ)
- はっとり(マカロニえんぴつ)